# Sächsische Münztrennung
In der Zeit der sächsischen Münztrennung war die in der Leipziger Hauptteilung im Jahr 1485 zwischen den Ernestinern und Albertinern vereinbarte gemeinsame Münzprägung vorübergehend von 1530 bis Ende 1533 aufgehoben. Als die Ernestiner 1547 die Kurwürde an die Albertiner verloren hatten, wurden die bisherigen in brüderlicher Gemeinschaft durchgeführten Münzprägungen endgültig beendet. Der neue Kurfürst münzte nur noch in seinem eigenen Namen.

## Geschichte

### Münztrennung von 1530 bis 1533
Im Jahr 1530 zeichnete es sich ab, dass der rheinische Goldgulden, dessen silbernes Äquivalent der Guldengroschen war, im Feingehalt nicht unwesentlich zurückging. Auf einer Augsburger Ständekonferenz war festgestellt worden, dass „die guten alten Münzen zerbrochen, gesaigert, karrenweise verkaufet und an deren Statt ärgere und schlechtere Münze gepräget“ würde. Die Verhandlung der Räte des Kurfürsten Johann des Beständigen (1486/1525–1532) und des Herzogs Georg des Bärtigen (1500–1539) in Zeitz über die Verringerung des Feingehalts der silbernen Gulden führte zu keinem Ergebnis, ebenso wenig die Wiederholung der Verhandlung in Torgau. Der Kurfürst forderte die Verringerung des Silbergehaltes, der Herzog bestand auf dem alten Wert der Münzen. Herzog Georg vertrat die Auffassung, die Rechtlichkeit verlange, dass der von der Bevölkerung vorausgesetzte Wert der Guldengroschen beibehalten werden müsse. Kurfürst Johann behauptete im Gegensatz dazu, dass die hochwertigen sächsischen Gulden der Bevölkerung schadeten, da sie von Wucherern außer Landes gebracht und dafür geringeres Geld eingeführt würde.
Bevor es zur Münztrennung kam, erfolgten die Ausprägungen nach der Münzordnung von 1500:
| Nominal                         | Gewicht (g) | Feingehalt (0/00)                  |
| ------------------------------- | ----------- | ---------------------------------- |
| Gulden                          | 29,23       | 937,5 (1505 auf 930,56 verringert) |
| ½ Gulden                        | 14,62       | 937,5 (1505 auf 930,56 verringert) |
| Schreckenberger (1⁄7 Gulden)    | 4,5         | 866,32                             |
| Zinsgroschen (1⁄21 Gulden)      | 2,66        | 482,64                             |
| ½ Schwertgroschen (1⁄42 Gulden) | 2,23        | 284,72                             |
| Pfennig (1⁄252 Gulden)          | 0,4         | 265,72                             |
| Heller (1⁄504 Gulden)           | 0,23        | 187,5                              |

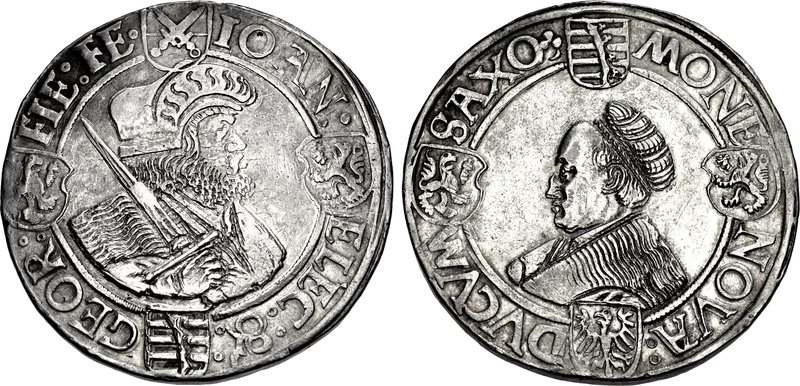
Kurfürst Johann und Herzog Georg (1525–1530), Gulden o. J., Münzstätte Annaberg Münzfuß seit 1505 (Ausprägung vor der Münztrennung)

Infolge dieser Meinungsverschiedenheiten kam es von 1530 bis Ende 1533 zur Münztrennung zwischen beiden Münzherrn  Johann dem Beständigen und Georg dem Bärtigen. Die gemeinsame Schneeberger Münzstätte auf ernestinischem Gebiet ließ der Kurfürst stilllegen und nahm stattdessen 1530 vorübergehend die Münzstätte Zwickau wieder in Betrieb. In dieser und in der Buchholzer Münze ließ er nach leichterem Münzfuß prägen.

#### Alleinprägung Johanns des Beständigen
Folgende Ausprägungen sind unter Kurfürst Johann während der Münztrennung ab 1530 erfolgt:
| Nominal                               | Gewicht (g) | Feingehalt (0/00) |
| ------------------------------------- | ----------- | ----------------- |
| Gulden (zu 21 Groschen)               | 29,23       | 875               |
| ½ Gulden (zu 10½ Groschen)            | 14,62       | 875               |
| Schreckenberger (zu 3 Groschen)       | 4,5         | 812,5             |
| Groschen                              | 2,66        | 458,33            |
| ½ Groschen                            | 2,23        | 273,44            |
| Dreipfenniggröschlein (zu ¼ Groschen) | 1,19        | 252,21            |

Die Münzverschlechterung wurde offiziell nicht bekanntgegeben. Das Rauhgewicht der Nominale blieb unverändert. Münzmeister Sebastian Funke verwendete bei allen Nominalen wie in Schneeberg sein Münzmeisterzeichen Andreaskreuz, gab aber keine Jahreszahl an.
Die Umschrift auf der Talermünze der Alleinprägung Johanns lautet:
- IOHANNES ELECTOR FIER(i) FECIT // MONETA NOVA DVCIS SAXONI(ae)

Übersetzung:
- Kurfürst Johann ließ (diese Münze) anfertigen. // Neue Münze des Herzogs zu Sachsen.

#### Alleinprägung Georgs des Bärtigen

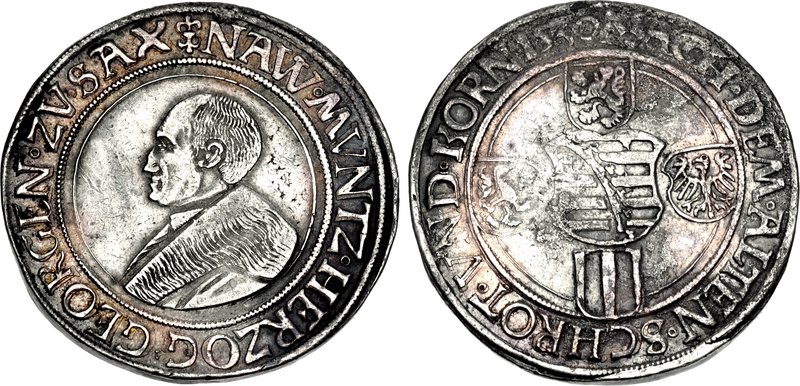
Herzog Georg, Guldengroschen 1530, Münzstätte Freiberg, Alleinprägung NACH DEM ALTEN SCHROT VND KORN

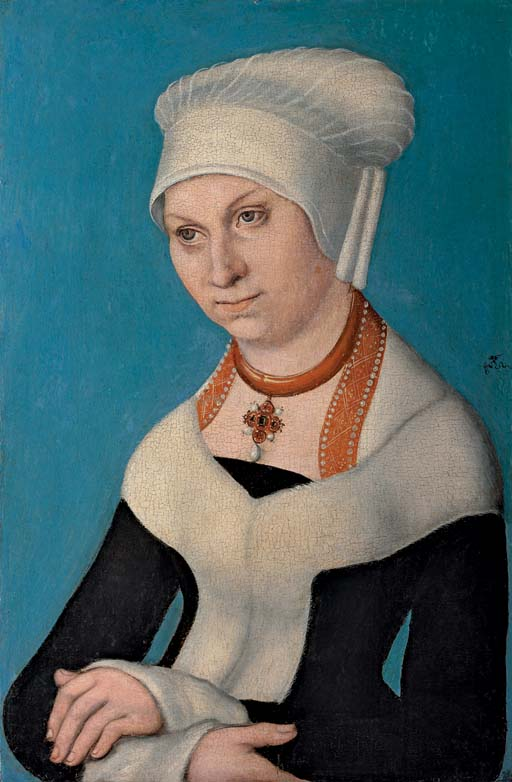
Bildnis der Herzogin Barbara. Die Herzogin ist in einem Zahlenrätsel auf Pfennigen und Dreiern Herzog Georgs des Bärtigen genannt. Das Bild stammt aus der Werkstatt von Lucas Cranach d. Ä. (1472–1553)

Herzog Georg ließ in den Münzstätten Freiberg, Leipzig und Annaberg nach der bisherigen Güte münzen. 
Seine neuen Gepräge, die nur noch sein eigenes Bildnis ohne das des Kurfürsten zeigen, tragen die Umschrift NAW MVNTZ HERZOG GEORGEN ZV SAXE und auf der Gegenseite ist die Güte der Münze angegeben: NACH DEM ALTEN SCHROT VND KORN.
Zum ersten Mal in der deutschen Münzgeschichte erscheint hier die Gütebezeichnung auf den Münzen. (Ein weiteres Mal befindet sich genau diese Gütebezeichnung auf den Pallastalern der Münzstätte Weimar und der Münzstätte in Reinhardsbrunn, nachdem Herzog Johann Ernst I. von Sachsen-Weimar (1594–1626) als erster Herzog der Wettiner in den Jahren 1622/23, als noch Kippermünzen geprägt wurden, Reichstaler prägen ließ.) Ebenfalls neu ist die Münzinschrift in deutscher Sprache. Erst im Jahr 1817 werden auf sächsischen Münzen deutsche Münzinschriften wieder üblich.
Auf Herzog Georgs Pfennigen und Dreiern befindet sich in der Zeit seiner Alleinprägungen außer dem Münzmeisterzeichen ein Zahlenrätsel: Ein kleines Zeichen, das aus einer Sieben und einer Z-artig geschriebenen Zwei besteht, die miteinander verschränkt sind. Die Sieben bedeutet den siebenten Buchstaben und die Zwei den zweiten Buchstaben des Alphabets. Es sind die Anfangsbuchstaben der Namen Georg und Barbara, des Münzherrn und seiner Gattin.
Bereits im Jahr 1531 beschlossen die Landesstände beider Münzherren im sogenannten Grimmaischen Machtspruch, dass Herzog Georg seinen Anspruch auf die Hälfte der Münzstätte Schneeberg an den Kurfürsten abzutreten habe. Dafür soll die Zwickauer Münze wieder nach Schneeberg zurückverlegt werden. Herzog Georg dürfe allein weiterprägen, solle aber ebenfalls nach einem leichteren Fuß münzen lassen als bisher.

### Münzeinigung

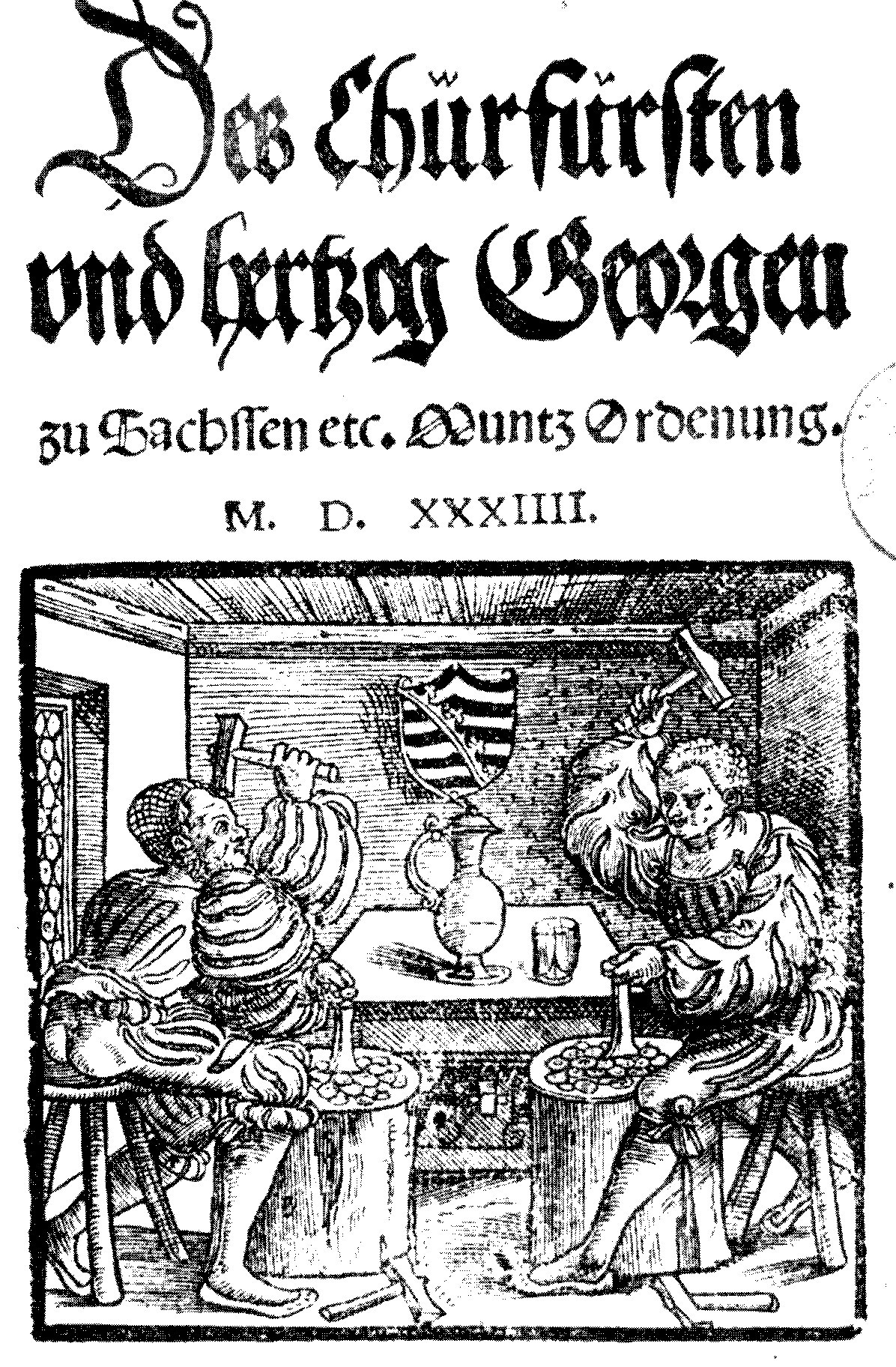
Sächsisches Münzmandat Herzog Georgs von 1534

Am 18. November 1533 gaben die Stände des Kurfürsten und des Herzogs eine Erläuterung des Grimmaischen Machtspruchs heraus: Ab 1534 soll wieder gemeinschaftlich geprägt werden. Die Abminderung soll ein halb Ort (ein Achtel eines Guldengroschens auf die feine Mark) betragen, wonach sich Herzog Georg zu richten habe.
Aus der Mark Feinsilber durften nicht mehr Münzen im Wert von 180 Groschen 6½ Pfennig ausgebracht werden, sondern im Wert von 194 Groschen 10 Pfennig. Zu Stande gekommen war ein Kompromiss. Die Guldengroschen konnten ihren Silbergehalt wie vor der sächsischen Münztrennung behalten. Die Kleinmünzen sollten entsprechend der Abwertung des rheinischen Goldguldens im Silbergehalt vermindert werden. Die Folge davon war, dass der silberne Gulden seine Wertgleichheit mit dem rheinischen Goldgulden verlor.
Im Jahr 1534 trat die frühere Münzgemeinschaft nunmehr unter Kurfürst Johann Friedrich [1532–1547–(1554)] und Georg dem Bärtigen wieder in Kraft. Die Wettiner verlegten  die Münzstätte Zwickau zurück nach Schneeberg. Herzog Georg erließ eine Valvation, das heißt eine Wertfestsetzung der auswärtigen Münzen. Darin legte der Herzog fest, welche fremden Münzen in den sächsischen Landen umlaufen dürfen und welche für den Umlauf verboten sind.
In der neuen sächsischen Münzordnung vom 20. Januar 1534 wurden Gewicht und Feingehalt der gemeinschaftlich zu prägenden Münzen bestimmt:
| Nominal                         | Gewicht (g) | Feingehalt (0/00) |
| ------------------------------- | ----------- | ----------------- |
| Guldengroschen (Güldengroschen) | 29,23       | 902,78            |
| ½ Guldengroschen                | 14,62       | 902,78            |
| ¼ Guldengroschen                | 7,31        | 902,78            |
| Zinsgroschen zu 12 Pfennig      | 2,66        | 469               |
| Dreier (Dreipfenniggröschlein)  | 1,19        | 250               |
| Pfennige                        | 0,4         | 250               |

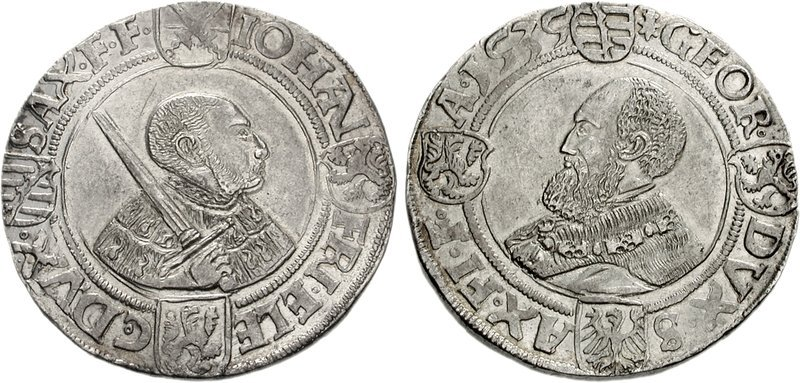
Kurfürst Johann Friedrich und Herzog Georg, Guldengroschen 1535, Annaberg, geprägt nach der sächsischen Münzordnung von 1534

Die Umschrift auf der Talermünze der Münzgemeinschaft Johann Friedrichs und Georgs lautet:
- IOHAN(nes) FRI(dericus) ELEC(tor) DUX SAX(oniae) F(ieri) F(ecit) // GEOR(gius) DVX SAX(oniae) FI(eri) F(ecit) A(nno) (1535)

Übersetzung: 
- Kurfürst Johann Friedrich, Herzog zu Sachsen, ließ (diese Münze) anfertigen. // Georg, Herzog zu Sachsen, ließ (diese Münze) anfertigen im Jahr (1535).

Herzog Georg trägt als Zeichen der Trauer um seine am 15. Februar 1534 verstorbene Gemahlin Barbara von Polen einen großen Vollbart. – Vergleiche die Münzbilder.
Die in Goslar von 1542 bis 1547 als Gemeinschaftsprägungen des Kurfürsten Johann Friedrich des Großmütigen und des Landgrafen Philipp von Hessen (1518–1567), der beiden Führer des Schmalkaldischen Bundes, geschlagene Schmalkaldische Bundestaler und dessen Teilstücke wurden ebenfalls nach dieser Münzordnung ausgebracht.

### Endgültige Münztrennung

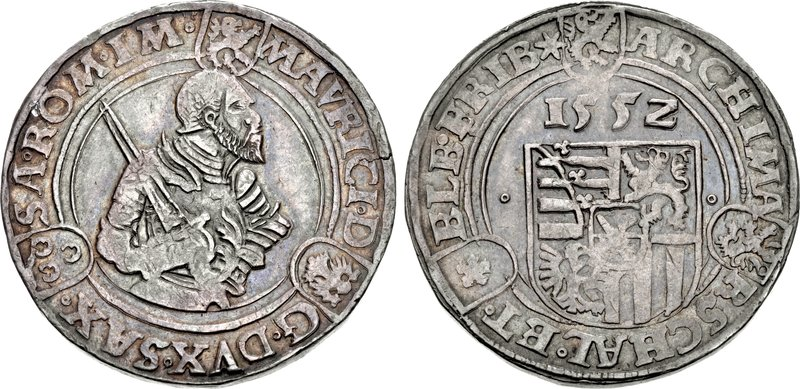
Kurfürst Moritz, Guldengroschen 1552, Freiberg, endgültige Münztrennung seit 1547

Seit der Schlacht bei Mühlberg 1547 und der Verleihung der sächsischen Kurwürde an die Albertiner war die in der Leipziger Hauptteilung von 1485 zwischen den Ernestinern und Albertinern vereinbarte gemeinsame Münzprägung endgültig aufgegeben worden. Nach der Übernahme der Kurwürde spielte das albertinische Sachsen die  führende Rolle unter den wettinischen Fürstentümern. Der neue albertinische Kurfürst Moritz (1541–1547–1553) münzte nur noch in seinem eigenen Namen.
Am 27. März 1549 erließ Moritz von Torgau aus seine eigene sächsische Münzordnung. Als Münzgewicht legte er die Erfurter Mark fest, die im Mittelalter der Kölner Mark entsprach, in der Neuzeit jedoch einen Unterschied von etwa einem Gramm aufwies:
| Nominal                                        | Gewicht (g) | Feingehalt (0/00) |
| ---------------------------------------------- | ----------- | ----------------- |
| Guldengroschen (Güldengroschen) zu 24 Groschen | 29,23       | 902,78            |
| ½ Guldengroschen zu 12 Groschen                | 14,62       | 902,78            |
| Ortsgroschen (¼ Guldengroschen) zu 6 Groschen  | 7,31        | 902,78            |
| Zinsgroschen (1⁄21 Guldengroschen)             | 2,66        | 454,86            |
| Dreier (¼ Groschen oder 1⁄84 Guldengroschen)   | 1,19        | 243,06            |
| Pfennig (1⁄12 Groschen)                        | 0,4         | 243,06            |
| Heller (1⁄24 Groschen)                         | 0,23        | 187,5             |

Moritz führte wieder die Prägung von Hellern ein und minderte den Feingehalt der Zinsgroschen, Dreier und Pfennige.
Die Umschrift der Talermünze des Kurfürsten Moritz lautet:
- MAVRICI(us) D(ei) G(ratia) DVX SAX(oniae) SA(cri) ROM(ani) IM(perii) // ARCHIMARSCHAL(lus) ET ELE(ctor)

Übersetzung:
- Moritz, von Gottes Gnaden Herzog zu Sachsen, des Heiligen Römischen Reiches Erzmarschall und Kurfürst.

#### Die Ausnahme
Johann Friedrich Klotzsch stellte bei der Beschreibung der kursächsischen Dreibrüdertaler fest, dass sich für die Prägung dieser Taler die Münzstempel merkwürdig änderten. Die von Kurfürst Moritz beschlossene endgültige Münztrennung hatte auch zur Folge, dass auf den „Münzgeprägen nur ein Brustbild, nur ein Nahmen des Landesfürsten“ aufgeprägt war. „Das Recht der Erstgeburt“, so Klotzsch, „war bey diesem Hause in die Landes Succeßion [sucession  (Nachfolge)] gebracht worden […]“.